# Lysilla nivea
Lysilla nivea är en ringmaskart som beskrevs av Langerhans 1884. Lysilla nivea ingår i släktet Lysilla och familjen Terebellidae. Arten har ej påträffats i Sverige. Inga underarter finns listade i Catalogue of Life.